# Johann Friedrich Klotzsch
Johann Friedrich Klotzsch (* 9 de juny de 1805 – 5 de novembre de 1860) fou un farmacèutic, zoòleg, botànic, pteridòleg i micòleg alemany.
El seu principal treball va ser en el camp de la micologia, amb l'estudi i descripció de moltes espècies de bolets. En taxonomia, la seva abreviatura és Klotzsch.

## Selecció de treballs
- Mykologische Berichtigungen zu der nachgelassenen Sowerbyschen Sammlung, sota wie zu den wenigen in Linneschen Herbarium vorhandenen Pilzen nebst Aufstellung einiger ausländischer Gattungen und Arten (Determinacions micològiques per les addenda a la "Col·lecció Sowerby", alguns pocs [els fongs] en estoc a l' "Herbari de Linneo", amb la presentació d'alguns dels gèneres i espècies estranys)". En Linnaea 7 pàg. 193 - 203. 1832

- Herbarium vivum mycologicum sistens fungorum per totam Germaniam crescentium collectionem perfectam (Herbari micològic viu per a l'increment i perfecció de la col·lecció de tots els fungi d'Alemanya). 1832

- Pflanzen-Abbildungen und -beschreibungen zur Erkenntnis officineller Gewächse. 1838-1839

- Die botanischen Ergebnisse der Reise … des Prinzen Waldemar zu Preußen in den Jahren 1845 und 1846. 1862

- Begoniaceen-Gattungen und Arten. 1854

- Pistia. 1852

- Pflanzenbastarde und Mischlinge, sowie deren Nutzanwendung. 1854

- Philipp Schönleins botanischer Nachla? Auf Cap Palmas. 1856

- Die Aristolochiaceen des Berliner Herbariums. 1859

- Linne’s natürliche Pflanzenklasse Tricoccae des Berliner Herbariums im Allgemeinen und die Euphorbiacae insbesondere. 1859

## Honors
En el seu honor es nomena el gènere Klotzschia Cham. 1833.

## Abreviatura
L'abreviatura Klotzsch es fa servir per indicar  Johann Friedrich Klotzsch com autoritat en la descripció i taxonomia dins la zoologia.